# Amou Haji
Amou Haji (20 de agosto de 1928-Kermanshah, Irán, 23 de octubre de 2022), traducido como «Tío Haji», fue un iraní que vivía en el pueblo de Dejgah, en la provincia de Fars, en el sur de Irán, que era conocido por ser "el hombre más sucio del mundo". Amou Haji no era su nombre real, sino un apodo que se le daba a las personas mayores.
Haji vivía en condiciones nómadas entre una choza improvisada y un agujero en dicho pueblo construido por los aldeanos y fumaba pipas con estiércol animal. Debido a su miedo al agua y al jabón, no se bañó durante más de 60 años, pero fue presionado para que lo hiciera a fines de 2022, poco antes de su muerte. Murió el 23 de octubre de 2022 en Kahrar-e Dejgah.
A pesar del título que llevaba, no fue incluido en el Libro Guinness de los Récords por el que el último récord mundial de mayor tiempo sin ducharse pertenecía a un indio, Kailash Singh, de 66 años, que no se había duchado en más de 38 años.